# Sinojackia henryi
Sinojackia henryi là một loài thực vật có hoa trong họ Bồ đề. Loài này được (Dümmer) Merr. miêu tả khoa học đầu tiên năm 1937.